# سباق باريس روبيه 2014
سباق باريس روبيه 2014 (بالفرنسية: Paris-Roubaix 2014) هو سباق دراجات هوائية، وهو الموسم رقم 112 من سباق باريس روبيه، وأقيم في 13 أبريل 2014، وامتدّ لمسافة 257 كيلومتر ضمن سباقات طواف العالم للدراجات 2014، وشارك فيه 199 متسابقاً ووصل إلى نهايته 144 متسابقاً.
فاز بالمركز الأول نيكي تيربسترا، وبالمركز الثاني جون ديجينكولب، وبالمركز الثالث فابيان كانسيليرا.

## الفرق
| فرق برو (18)- AG2R La Mondiale - Astana - Belkin - BMC Racing Team - Liquigas ‏ - Team Europcar - FDJ.fr - Garmin-Sharp - Giant-Shimano - Katusha - Lampre-Merida - Lotto-Belisol - Movistar Team - Omega Pharma-Quick Step - Orica-GreenEDGE - Sky - Tinkoff-Saxo - Trek Factory Racing فرق قارية محترفة (7)- IAM Cycling - Bretagne-Séché Environnement - Wanty-Groupe Gobert - Cofidis, Solutions Crédits - سبورت فلاندرين بالويس 2014 ‏ - NetApp-Endura - UnitedHealthcare Pro Cycling (men's team) ‏ |  |
| |  |

## التصنيف العام النهائي
| التصنيف العام         | التصنيف العام      | التصنيف العام   | التصنيف العام             | التصنيف العام |
| العداء                | العداء             | البلد           | الفريق                    | الوقت         |
| --------------------- | ------------------ | --------------- | ------------------------- | ------------- |
| 1                     | نيكي تيربسترا      | هولندا          | Omega Pharma - Quick Step | 6 س 09 د 01 ث |
| 2                     | جون ديجينكولب      | ألمانيا         | Giant-Shimano             | + 20 ث        |
| 3                     | فابيان كانسيليرا   | سويسرا          | Trek Factory Racing       | + 20 ث        |
| 4                     | سيب فانمارك        | بلجيكا          | Belkin                    | + 20 ث        |
| 5                     | زدينيك ستيبار      | التشيك          | Omega Pharma - Quick Step | + 20 ث        |
| 6                     | بيتر ساغان         | سلوفاكيا        | Liquigas ‏                 | + 20 ث        |
| 7                     | جيرانت توماس       | المملكة المتحدة | سكاي                      | + 20 ث        |
| 8                     | سيباستيان لانجفيلد | هولندا          | Garmin-Sharp              | + 20 ث        |
| 9                     | برادلي ويغينز      | المملكة المتحدة | سكاي                      | + 20 ث        |
| 10                    | توم بونن           | بلجيكا          | Omega Pharma - Quick Step | + 20 ث        |
| مصدر: ProCyclingStats |                    |                 |                           |               |

## وصلات خارجية
- الموقع الرسمي
- لمحة عن سباق سباق باريس روبيه 2014 على موقع  ProCyclingStats   (برو  سايكلنج  ستاتس) - إحصاءات  محترفي  الدراجات.
- سباق باريس روبيه 2014 على موقع إحصائيات الدراجات الإحترافية (الإنجليزية)